# Дакен, Луи Клод
Луи Клод Даке́н (фр. Louis-Claude Daquin, 4 июля 1694, Париж — 15 июня 1772, там же) — французский композитор, органист и клавесинист.

## Биография и творчество
Дакен был еврейского происхождения и потомком Франсуа Рабле по матери. Его двоюродный дед преподавал древнееврейский язык в Коллеж де Франс. Дакен рано проявил музыкальное дарование. В шестилетнем возрасте играл на клавесине перед Людовиком XIV. Крёстной матерью Дакена была знаменитая клавесинистка Элизабет Клод Жаке де ля Герр.
С 1715 года служил органистом в церквях. В 1727 году Дакен получил место органиста в церкви Сен-Поль в результате состязания, переиграв своего соперника Ж.-Ф. Рамо. С 1739 года стал органистом королевской капеллы, а с 1755 начал быть органистом в Соборе Парижской Богоматери.
Виртуоз и блестящий импровизатор.
Автор пьес для клавесина (пьеса «Кукушка» сохранилась в репертуаре современных пианистов), ноэлей для органа, клавесина и других инструментов. Многие вокальные и инструментальные сочинения Дакена утрачены (например, кантата «Роза»). Произведения Дакена написаны главным образом в стиле рококо, им присущи утончённость, галантность, сентиментальность. В своих лучших сочинениях Дакен предвосхищает жанровую изобразительность и лирический психологизм классиков XVIII века.

## Сочинения
- Первая книга пьес (Premier livre de pièces), для клавесина (Paris, 1735; 2-е изд. 1739)
- Новая книга ноэлей (Nouveau livre de noëls), для органа, клавесина и других инструментов (Paris, 1757)
- Застольная, для голоса (Air à boire: Amis, en ce festin, a duo à boire; Paris, 1718)

## Дискография
- Oeuvres complètes // Olivier Baumont (орган), La Simphonie du Marais (дир. Hugo Reyne)
- L’œuvre intégrale pour orgue // Марина Чебуркина на органе Королевской капеллы Версальского дворца. — Paris : Natives, 2004. EAN 13 : 3760075340049